# Jye Mullane
Jye Mullane, né le 29 juillet 1981, est un joueur de rugby à XV et de rugby à XIII australien qui évolue au poste de centre au sein de l'effectif de l'équipe du F.C.Lézignan XIII (1,85 m pour 96 kg).
Jye Mullane a pour l'instant effectué la majeure partie de sa carrière dans la National Rugby League championnat australien de rugby à XIII. Après un court intermède en rugby à XV dans l'Australian Rugby Championship, il réintègre le rugby à XIII en France dans l'équipe du FC Lézignan.
Après une saison réussie, auteur de 8 essais en 12 matchs il signe à l'AS Béziers, équipe de rugby à XV de Pro D2.Puis, après un court passage au F.C.Lourdes XV, il revient dans les Corbières pour évoluer au FC.Lézignan au poste de centre et parfois arrière.

## Carrière
- 2002-2003 : Cronulla Sharks  - NRL
- 2004-2006 : Manly Sea Eagles  - NRL
- 2007 : Central Coast Rays  - Australian Rugby Championship
- 2007-2008 : FC Lézignan  - France XIII
- 2008-2009 : AS Béziers  - Pro D2
- Août 2009-septembre 2009 : FC Lourdes  - Fédérale 1
- septembre 2009-2012 : FC Lézignan  - France XIII

## Palmarès
- Vainqueur de l'australian rugby championship 2007
- Champion de France de rugby à XIII 2008 et 2010